# 香坂玲
香坂 玲（こうさか りょう、1975年 - ）は、東京大学農学生命科学研究科/農学部 森林風致計画学研究室 教授。フューチャーアース、地方創生にも参画。日本学術会議の連携会員（環境学 :  25,26期）・生物多様性条約COP10支援実行委員会アドバイザー・国際連合大学高等研究所客員研究員。静岡県生まれ。

## 経歴
専門は自然資源マネジメント、森林科学、地理的表示、風土論。
雑誌Forest Policy and Economics誌に掲載された論文、"Exploring forest aesthetics using forestry photo contests"（当時のフライブルク大学の指導教員のミカエル・フリットナーとの共著）で、第5回林業経済学会奨励賞を受賞したほか、 林業の景観評価について研究した『Contests of Natural Beauty』（2004年、Kassel社、ISBN 3-935638-57-4）や、『いのちのつながり：よく分かる生物多様性』（2009年、中日新聞社）などがある。訳書としては、『森林大国カナダからの警鐘 ―脅かされる地球の未来と生物多様性』 （2009年、日本林業調査会　カナダ出版賞受賞作）がある。
新聞等でCOP10や生物多様性関連の論説等を多数執筆。環境省、文部科学省、経済産業省の設置する委員会などにも参画。国連環境計画の生物多様性条約にも、唯一の日本人スタッフとして関わった。
現在、生物多様性条約COP10支援実行委員会アドバイザー・国際連合大学高等研究所客員研究員。
- 1998年 東京大学農学部地域経済・資源科学課程　国際開発農学専修（学士）。
- 2000年 イースト・アングリア大学（英国）開発学大学院環境開発学修士課程留学/修了（修士号）。
- 2000年 東京大学大学院農学生命科学研究科修士課程修了（修士号）。
- 2004年 フライブルク大学（ドイツ）環境森林学部森林経済学研究所博士課程修了　(博士号）。
- 2004年-2006年 国際日本文化研究センター、東京大学農学生命科学研究科、中央大学研究開発機構等　の共同研究員
- 2006年-2008年国際連合環境計画(UNEP) 生物多様性条約事務局勤務（農業・森林・持続可能な利用担当）
- 2008年 名古屋市立大学大学院経済学研究科 環境経済、環境マネジメント担当
- 2012年 金沢大学大学院人間社会環境研究科　地域創造学専攻
- 2016年 東北大学大学院環境科学研究科
- 2019年 名古屋大学大学院環境学研究科教授
- 2022年 東京大学農学生命科学研究科/農学部教授

## 著書

### 単著
- 『Contests of Natural Beauty』 Kassel出版、2004年。
- 『いのちのつながり よく分かる生物多様性』 中日新聞社、2009年。 ISBN 978-4806205876
- 『生物多様性と私たち COP10から未来へ』 岩波書店、2011年。 ISBN 978-4005006823
- 『森林カメラ 美しい森といのちの物語』 清水弘文堂書房、2011年。 ISBN 978-4879506023
- 『地域再生――逆境から生まれる新たな試み』岩波書店、2012年。 ISBN 978-4002708515
- 『知っておきたい知的財産活用術―地域が生き残るための知恵と工夫― 』 ぎょうせい、2012年。 ISBN 978-4324095737
- 『農林漁業の産地ブランド戦略―地理的表示を活用した地域再生―』 ぎょうせい、2015年。 ISBN 978-4324100929

### 共著
- （岸田眞代との共編） 『中小企業の環境経営 地域と生物多様性』 サンライズ出版、2010年6月。 ISBN 978-4883254163
- （冨吉 満之との共編） 『伝統野菜の今—地域の取り組み、地理的表示の保護と遺伝資源』 清水弘文堂書房、2015年7月。 ISBN 978-4879506191
- （葉山幹恭らとの共編） 『人としくみの農業―地域をひとから人へ手渡す六次産業化』 追手門学院大学出版会、2016年4月。 ISBN 978-4907574130

### 編著
- （佐藤洋一郎　監修）『縮小する日本社会―危機後の新しい豊かさを求めて (生命科学と現代社会) 』 勉誠出版、2019年10月。 ISBN 978-4585243021

### 翻訳
- エリザベス・メイ著（深澤雅子との共訳） 『森林大国カナダからの警鐘 脅かされる地球の未来と生物多様性』 日本林業調査会、2009年。 ISBN 978-4889651904

## メディア出演
- NHK BS1 『ASIA 7 DAYS』 2012年10月21日
- 日本テレビ 『世界一受けたい授業』 2012年7月14日
- 日本テレビ 『世界一受けたい授業』 2011年4月23日
- NHK総合 『SAVE THE FUTURE 生物多様性スペシャル いきものピンチ!生物多様性を守る5つの作戦』 2010年10月11日
- NHK BShi 『プレミアム8 未来への提言 動物学者 ラッセル・ミッターマイヤー〜ターザンになるのが夢だった〜』 2010年10月7日
- テレビ東京 『ぐっさんの感動偉人伝!地球を救うエコヒーロー!』 2010年9月11日
- NHK総合 『SAVE THE FUTURE いきものピンチ!SOS生物多様性』 2010年6月4日
- NHK名古屋 『おはよう東海』金曜トーク
- BSフジ 『Live PRIME NEWS』 2009年11月30日
- 東海テレビ放送 『COP10まであと1年!「つなごう地球の命」〜ヒトと生き物の密接な関係〜』 2009年11月3日
- テレビ愛知 『いのちをつなぐ〜みんなで考えよう生物多様性〜』
- 関西テレビ 『NMBとまなぶくん』 2013年12月19日
- CBCラジオ 『燃えよ！研究の志士たち』 2024年4月7日 - ナヴィゲーター